# Stephen F. Austin
Stephen Fuller Austin, ameriški politik in posestnik, * 3. november 1793, † 27. december 1836.
Znan je bil kot »oče Teksasa« in ustanovitelj Teksasa. Vodil je drugo in uspešno kolonizacijo Teksasa, takrat dela Mehike, tako da je leta 1825 v regijo pripeljal 300 družin iz Združenih držav Amerike, ki se imenujejo "Starih tristo".
Mesto Austin v Teksasu je poimenovano po njem.

## Zgodnje življenje
Stephen Austin se je rodil 3. novembra 1793 v bližini rudnika svinca v Austinvillu v okrožju Wythe v jugozahodni Virginiji Mosesu Austinu in Mary Brown Austin. Bil je drugi od petih otrok. Njegov oče Moses je bil pionir, ki je prvotno pridobil zemljiško donacijo od Mehike za ameriško kolonijo v Teksasu. Moses je umrl, preden je lahko videl uresničitev tega projekta, vendar je svojo donacijo zapustil Stephenu, da jo dokonča.
Austin je odraščal v jugovzhodnem Misuriju v regiji za pridobivanje svinca, štirideset milj zahodno od St. Genevieve in reke Misisipi. Zanimal se je za rudnik á Breton , rudnik, ki je bil še vedno pod kraljevo oblastjo Špancev in je zaradi sovražnosti z Indijanci stal nedotaknjen. Razen od avgusta do novembra, ko so rudarji iz St. Genevieve delali kot skupina, da bi zagotovili svojo zaščito, so bile ogromne zaloge svinca večino leta nedotaknjene. Austinov oče je ustanovil partnerstvo in zaprosil za obsežen zemljiški pas, velik več kot 17.000 akrov okoli rudnika ter ne le kopal, talil in proizvajal svinec, temveč je ustanovil tudi trgovino z mešanim blagom, ki jo je mladi Austin vodil po končani šoli.
Austinov oče je želel, da bi dobil dobro izobrazbo, zato ga je pri enajstih letih poslal na akademijo Bacon v Colchesterju v Connecticutu, kjer je študiral od leta 1804 do 1807. Austin je nato še dve leti nadaljeval šolanje na univerzi Transylvania v Lexingtonu v Kentuckyju.
Po končani šoli pri sedemnajstih letih je Austin delal v poslu z očetom, najprej je vodil trgovino z mešanim blagom v Potosiju v Missouriju, mestu, ki ga je pomagal ustanoviti Moses, kasneje pa je upravljal očetove rudnike, ki so bili že v finančnih težavah.
Austin je kot mlad odrasel dosegel kar nekaj stvari. Maja 1813 je prejel čin adjutanta v milici v Missouriju. Septembra istega leta se je kot vojak vpisal v prvi polk konjeniške milice in bil ob odpustu oktobra 1813 do čina intendanta. Austin je postal tudi prostozidar in se pridružil loži Louisiana št. 109, prvi prostozidarski loži zahodno od reke Mississippi, kasneje pa se je premestil v ložo Louisiana št. 111.
Vsako leto od leta 1813 do 1819 je bil izvoljen in ponovno izvoljen v teritorialno zakonodajno telo ozemlja Missouri in je s svojimi vladnimi povezavami vplival na poslovne odnose z Bank of St. Louis, kjer je postal eden od njenih direktorjev. Vendar je banka naletela na finančne težave in propadla. Ta neuspeh ga je pripeljal na ozemlje Arkansas, kjer je pridobil zemljišče ob reki Red River v kraju, imenovanem Long Prairie, blizu današnjega okrožja Lafayette na skrajnem jugozahodu Arkansasa. Čeprav v Arkansasu ni dolgo ostal, je z delom blaga, ki ga je prinesel iz Missourija, za katerega se domneva, da izvira iz prodaje podjetja Potosi, ustanovil kmetijo.
Arkansaško ozemlje je bilo prvotno del Louisianskega ozemlja, ki se je leta 1812, ko se je zvezna država Louisiana pridružila Uniji, preimenovalo v Missoursko ozemlje, da bi se izognili zmedi. Sedem let pozneje je bilo Arkansasko ozemlje ločeno od Missourijskega ozemlja, saj si je tudi Missouri prizadeval za status države.
Austin, ki je imel izkušnje s politiko v Missouriju, je 20. novembra 1819 kandidiral za delegata v ameriškem kongresu, ko je Arkansas poskušal vzpostaviti višjo raven oblasti z izvoljeno generalno skupščino. Premagal ga je James Woodson Bates. Guverner James Miller ga je leta 1820 imenoval za okrožnega sodnika prvega sodnega okrožja ozemlja, vendar je ta položaj opravljal le julija in avgusta, preden se je odpravil v Natchitoches v Louisiani in nato decembra v New Orleans.

## Kolonizacija Teksasa
V New Orleansu je Austin bival pri prijatelju odvetniku Josephu H. Hawkinsu, nekdanjem ameriškem kongresniku iz Kentuckyja, ki se je leta 1818 preselil v New Orleans. Austin je študiral pravo, a je do leta 1821 na koncu uredil časopis. V tem času je bil njegov oče na poti v San Antonio, da bi zaprosil za zemljiško dodelitev, kar Austina ni navdušilo. Joseph Hawkins je imel ključno vlogo pri prepričevanju, naj pomaga podpreti očetove sanje o naselitvi 300 družin v Mehiki, tako da mu posodi denar za ta podvig. Moses je leta 1821 nenadoma umrl zaradi pljučnice. Njegova smrt je Austina spodbudila k novi poti kolonizacije Teksasa. Njegov tehnični mehiški naziv je bil »empresario« ali kolonizacijski agent. Izpeljal je očetov načrt, da bi Teksas naselil z ameriškimi izseljenci, natančneje z izseljenci, ki so bili lastniki sužnjev, kljub mehiškim zakonom, ki omejujejo ali celo prepovedujejo suženjstvo. To je privedlo do ustanovitve nove republike, ki je postala zvezna država Teksas, zaradi česar si je prislužil naziv »oče Teksasa«.

## Smrt
Umrl je zaradi nediagnosticirane bolezni, najverjetneje pljučnice, v dvosobni leseni baraki 27. decembra 1836 v starosti dvainštirideset let.